# Euselates moupinensis
Euselates moupinensis är en skalbaggsart som beskrevs av Leon Fairmaire 1891. Euselates moupinensis ingår i släktet Euselates och familjen Cetoniidae. Inga underarter finns listade i Catalogue of Life.